# Martín Prost
Martín Sebastián Prost (Pigüé, 11 luglio 1988) è un calciatore argentino, attaccante del Nacional Potosí.

## Palmarès

### Club

#### Competizioni nazionali
- Campionato boliviano: 1

Independiente Petrolero: 2021